# Aitona
Aitona est une commune de la province de Lérida, en Catalogne, en Espagne, de la comarque de Segrià.

## Personnalités
Thérèse Jornet e Ibars, religieuse, fondatrice des Petites sœurs des vieillards abandonnés.